# Aristotelismus

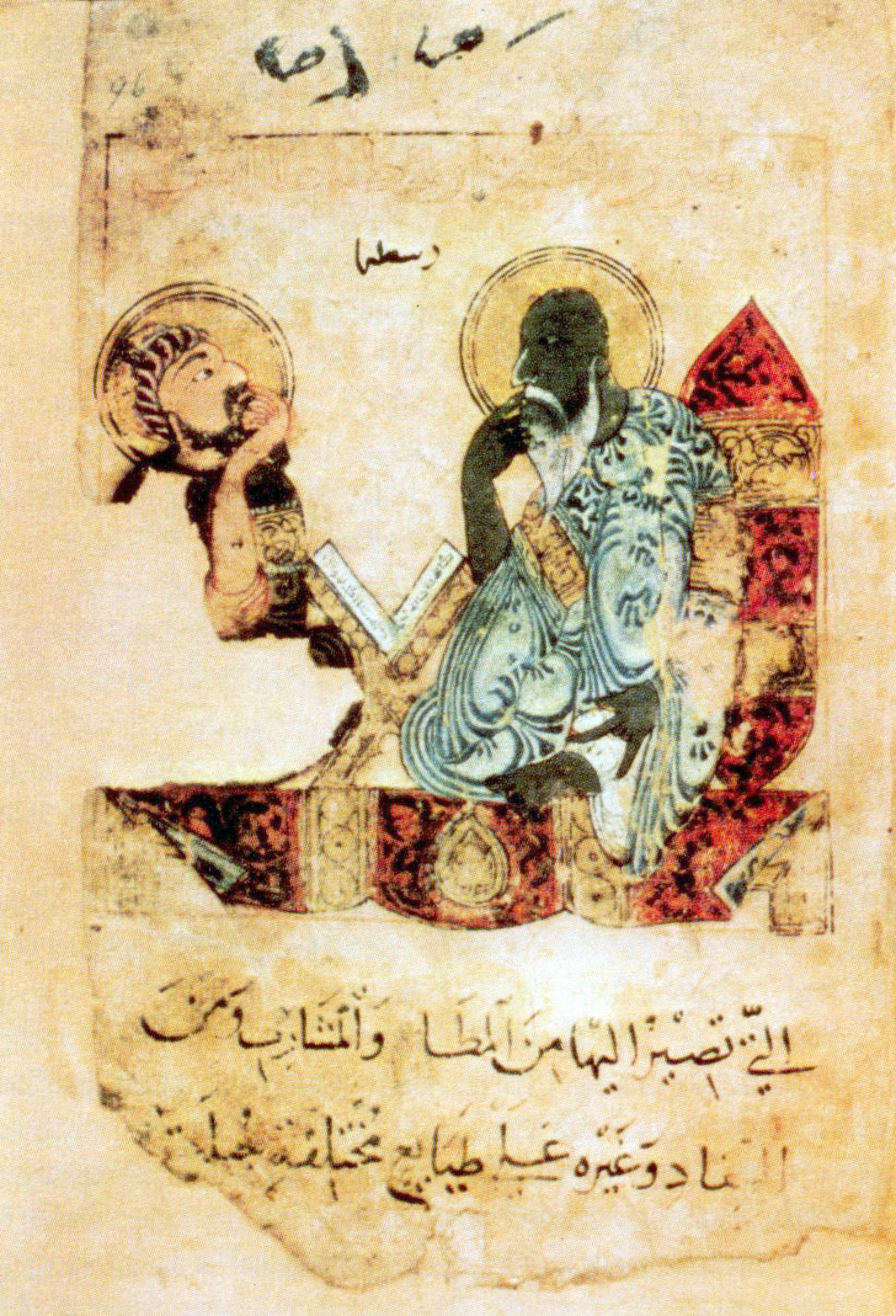
Aristotelés
(arabský rukopis, 15. stol.)

Aristotelismus je filosofický směr, inspirovaný řeckým filosofem Aristotelem (384–322 př. n. l.) a jeho dílem. Vyznačuje se snahou o racionální a systematické uspořádání pojmů a představ, o postižení skutečnosti v celé její šíři a důrazem na empirickou smyslovou zkušenost.

## Aristotelismus vedle platónismu, skepticismu a materialismu
Vedle platónismu, skepticismu a materialismu je aristotelismus jedním z trvalých proudů západního myšlení. Na rozdíl od platónismu, který se zajímá především o duchovní a lidské otázky, snaží se dospět k jednotě poznání a soustřeďuje se na věci stálé a neměnné, je aristotelismus myšlením středu, člověka jako bytosti „mezi“ božským a živočišným, poznání jako syntézy racionality a zkušenosti a světa jako rozmanitosti. Na rozdíl od skepticismu trvá na možnosti spolehlivého poznání a vědění, které se snaží uspořádat do hierarchického celku. Na rozdíl od materialismu uznává i skutečnosti duchovní a myšlenkové, které nejsou jen odvozeninami ze smyslové skutečnosti a bez nichž není skutečné poznání vůbec možné.
Aristotelés byl nejvýznamnější z Platónových žáků, strávil v jeho škole dvacet let a z jeho myšlení vycházel, přesto se však od něho podstatně odchýlil a v řadě důležitých věcí ho také kritizoval. Jeho vztah k učiteli vyjadřuje tradovaný výrok Amicus Plato, magis amica veritas (Platón je můj přítel, ale pravdě dávám přednost). Jako je Platón myslitelem jednoty všeho, pravého poznání a jediného dobra, je Aristotelés myslitelem rozlišování a třídění. Jako je pro Platóna prototypem jsoucího idea, geometrický tvar a číslo, je pro Aristotela jsoucí především živá bytost, která není dokonalá, ale roste, zraje a hyne. Proto má Platón blízko k matematice, kdežto Aristotelés k empirickým vědám.
| „                                       | Neboť vzdělaný se vyznačuje tím, že v každém oboru vyžaduje jen takovou přesnost, jakou povaha předmětu připouští. | “ |
| — Aristotelés, Etika Nikomachova 1094b. | |   |

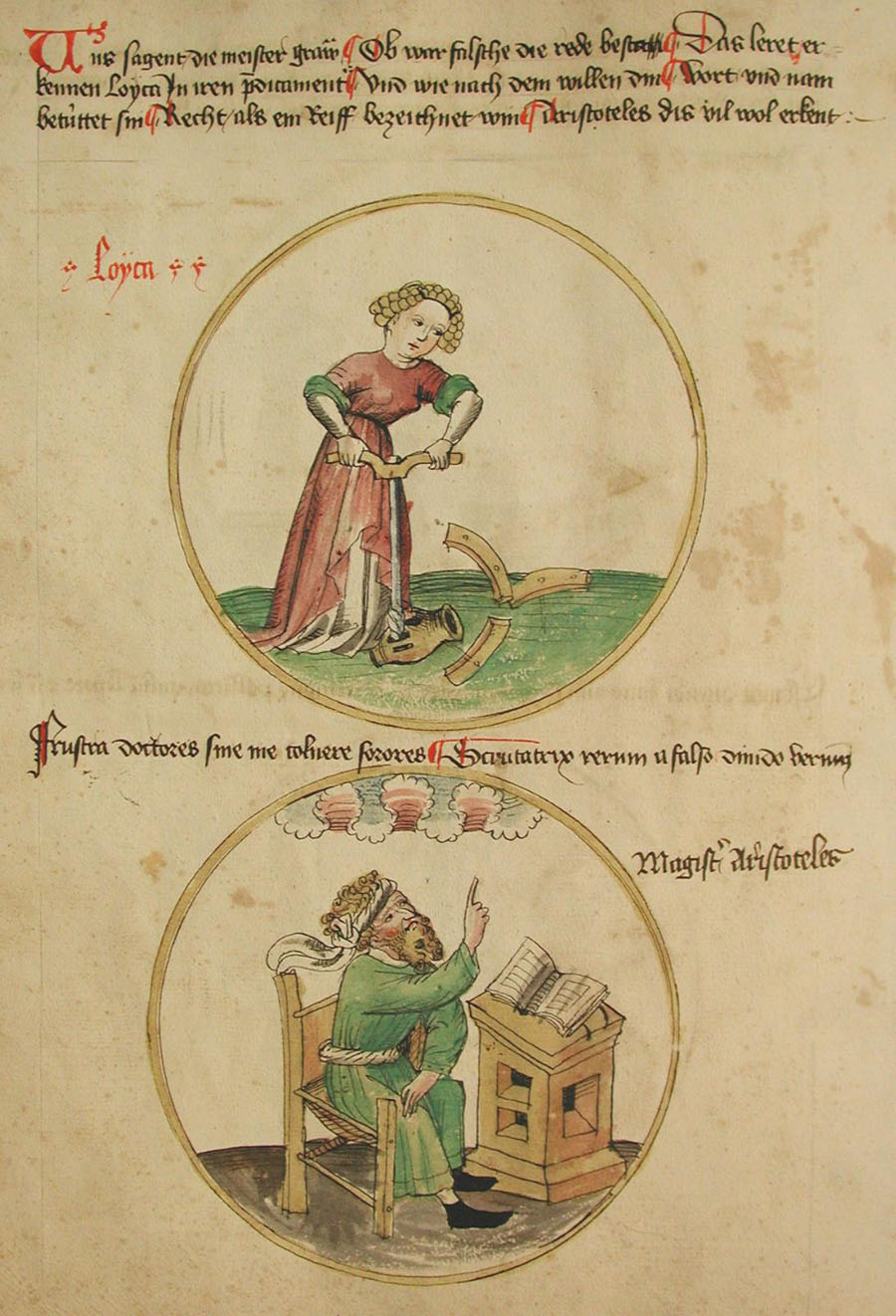
Logika a Aristotelés
(Německo, 15. stol.)

Lidské myšlení je náchylné k omylu, proto se musí podepřít poznanými zákonitostmi spolehlivého usuzování čili logikou. Skutečnost je tak mnohotvárná, že je třeba pečlivě rozlišovat základní kategorie a nepřipustit, aby se směšovaly. Jednotlivá bytost není jen odrazem dokonalé ideje, nýbrž je spojením či srůstem (concretio, odtud konkrétní) látky a tvaru. Různým oblastem skutečnosti musí odpovídat i různé vědy, s různými metodami a různými cíli. Praktické myšlení se opírá o představu příčinnosti, příčiny je však třeba rozlišit nejméně čtyři. Živá bytost není jen to, co na ní právě teď můžeme pozorovat, nýbrž je určována i svým určeným cílem (entelechie): rostlina, živočich i člověk roste ke své dokonalosti. Dokonalostí člověka je ctnost, i těch je však celá řada a všechny lze charakterizovat jako něco mezi protikladnými extrémy – neřestmi. Tak je statečnost něco „mezi“ zbabělostí a šílenstvím, štědrost něco mezi lakotou a rozhazovačností.
| „                                      | Neboť člověk není to nejlepší ve Vesmíru. | “ |
| — Aristotelés, Etika Nikomachova 1141a |                                           |   |

Jako má každé jsoucno své vlastní, přirozené poslání a dobro, je člověk bytostně společenský: svobodný a zdařilý život může vést jen v obci. „Kdo však nemůže žít ve společenství nebo je ve své autarkii nepotřebuje, není částí obce, ale buď divoké zvíře nebo bůh..“  Cílem obce je umožnit zdařilý život svým občanům. „Blaženost je činný život duše vedený ctností.“  K životu musí člověk dělat mnoho různých činností, jejichž účelem je něco jiného; život i obec mají však smysl samy v sobě.
| „                                       | Dobro může znamenat dvojí: něco je dobré samo o sobě, něco jen ve vztahu k němu. (...) Takže společné dobro, jež by se dalo uchopit jako jediná idea, neexistuje. | “ |
| — Aristotelés, Etika Nikomachova 1096b. | |   |

## Starověký aristotelismus

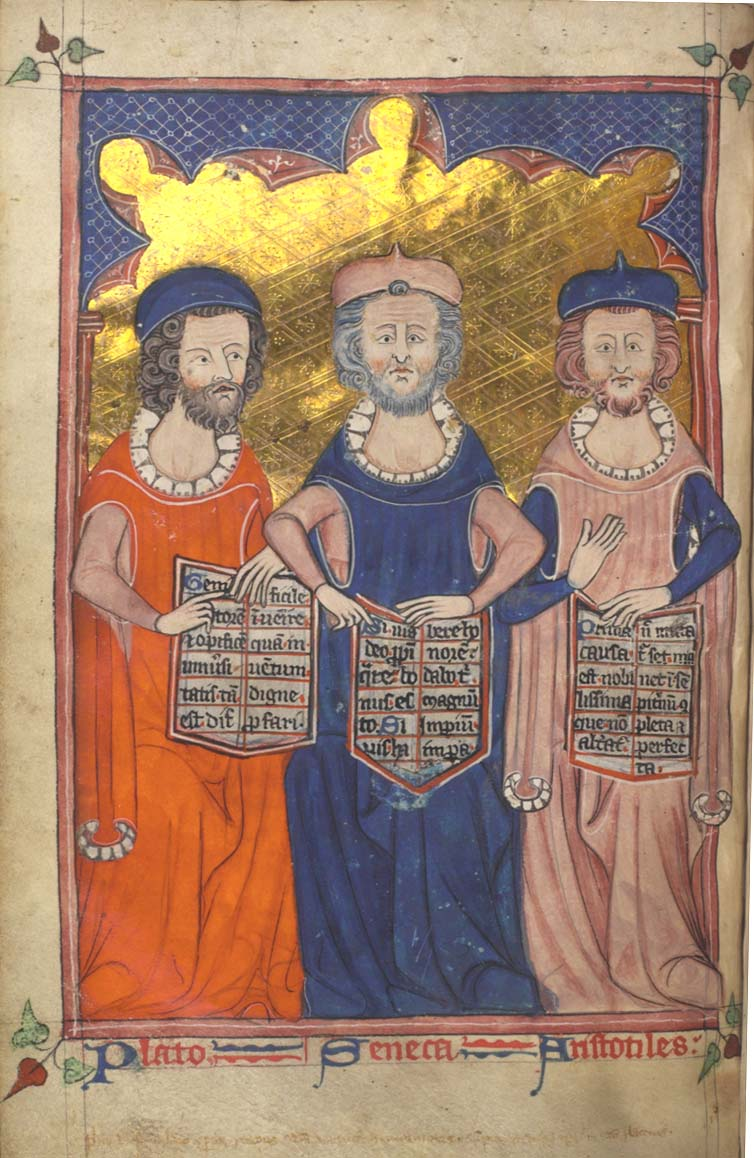
Platón, Seneca a Aristotelés
(Anglie, kolem 1330)

Aristotelova škola, Peripatos, podle níž se jeho žákům říká také peripatetici, se svému učiteli nevěnovala ani zdaleka tak, jako platonici k Platónovi. Podstatnou částí Aristotelova odkazu bylo založení jednotlivých věd, jimž se někteří dále věnovali, ale v západním světě nebyl Aristotelés pokládán za autoritu. Jeho spisy shromáždil teprve Andronikos Rhodský v 1. století před n. l. a z jeho komentátorů vynikl hlavně Alexandr z Afrodisie (kolem 200) a někteří novoplatonici (Porfyrios, Iamblichos, Proklos). Počátkem 6. století přeložil Boëthius dva Aristotelovy spisy, Kategorie a O interpretaci do latiny. Studium aristotelových spisů se pak rozvinulo na Východě, v Sýrii a Egyptě (Jan z Damašku, Iohannes Philoponus), kde byly také přeloženy do arabštiny a inspirovaly islámskou filosofii raného středověku (al-Farábí, Averroes) i Maimonida.

## Křesťanský aristotelismus
Oživení aristotelismu přinesl teprve nový duch vrcholného středověku a potřeba filosofii vyučovat. Výuka logiky se patrně už v 11. století řídila Aristotelem, ke konci století byly přeloženy zbývající logické spisy – z arabštiny, ale zejména z řečtiny – a počátkem 13. století přibyly další i spisy arabských komentátorů (Averroes, Avicenna). Ačkoli se zprvu zdálo, že Aristotelés křesťanské myšlení ohrožuje, v polovině 13. století už byl v Paříži i v Oxfordu standardní četba, učitelé jej citovali prostě jako „filosofa“ a hojně komentovali. Nakonec – přes různé církevní zákazy – se prosadila velká syntéza Tomáše Akvinského, založená na hluboké znalosti Aristotela, jehož ovšem Tomáš na různých místech korigoval křesťanskými názory a Augustinem.
Tomášův systém, filosoficky a zejména pedagogicky hluboce promyšlený, nabízel pojmovou výbavu tak bohatou a soudržnou, že scholastika čili „školská filosofie“ ovládala univerzitní filosofii až do 18. století, v katolických i protestantských zemích. Ve 14. století se mnozí přiklonili k averroistickému racionalismu a k nominalismu, z nějž vycházejí první pokusy o racionální popis přírody (Ockham, Buridan, Nicolas d´Oresme). Koncem 16. století prošel ve Španělsku jistou modernizací (tzv. Druhá scholastika, Suarez) a přes odpor Lutherův se díky Melanchthonovi a Bezovi prosadil i na protestantských univerzitách.
Jenže právě přehledný a průhledný systém už v 15. století nevábil originální myslitele, kteří s nadšením znovu objevovali Platóna, tentokrát v originále, nikoli zprostředkovaného novoplatonismem. Renesanční věda a matematika odmítla aristotelskou fyziku, i když i lidé jako Descartes nebo Leibniz z Aristotela hodně čerpali.

## Moderní aristotelismus
| „                                       | Nejméně špatná je demokracie, neboť tam je uspořádání obce nejméně pokaženo. | “ |
| — Aristotelés, Etika Nikomachova 1160b. |                                                                              |   |

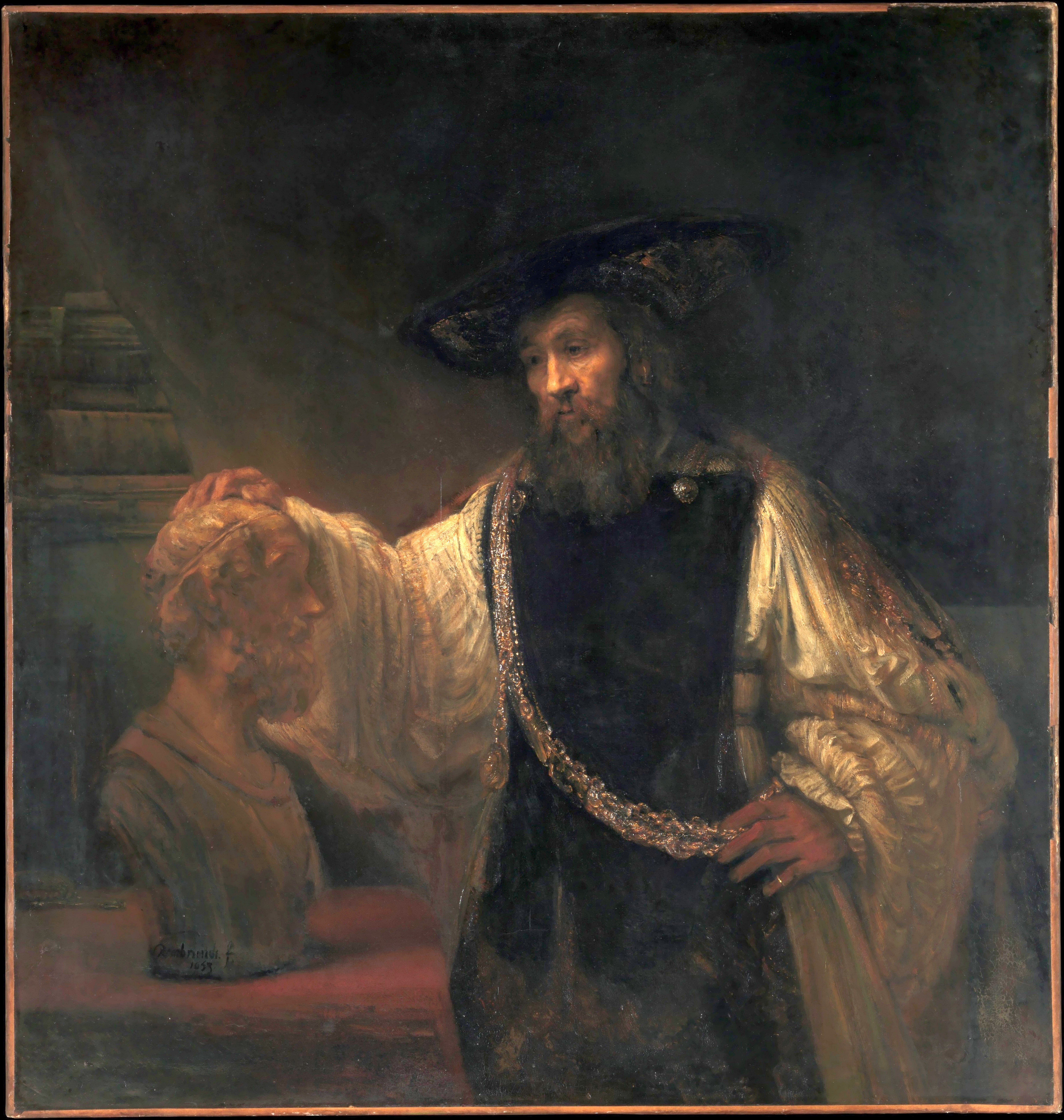
Rembrandt: Aristotelés s Homérovou bustou

Ač se scholastická tradice na univerzitách stále udržovala, nový zájem o Aristotela vyvolalo kritické vydání jeho spisů (Immanuel Bekker, Berlín 1831 a násl.). Scholastikou i novou četbou Aristotela se pak inspirovali filosofové jako Franz Brentano, který ovlivnil Husserla a celou fenomenologii. Také Martin Heidegger se Aristotelovi pilně věnoval.
Vedle toho byla scholastika kolem roku 1880 zavedena v celé katolické církvi jako „stálá filosofie“ (philosophia perennis) a vznikla nová scholastika, novotomismus. I ten přinesl ve 20. století pozoruhodné výsledky (Maritain, Gilson, Maréchal), zejména v politické a morální filosofii. Koncem 20. století navázal novotomismus zajímavé kontakty s anglosaskou filosofií a logikou, kde ovšem už o Aristotela tolik nejde. Typickým představitelem moderního aristotelismu je Alasdair MacIntyre, ale i političtí myslitelé jako Voegelin nebo Leo Strauss k němu mají blízko.